# 阿拉斯主教座堂

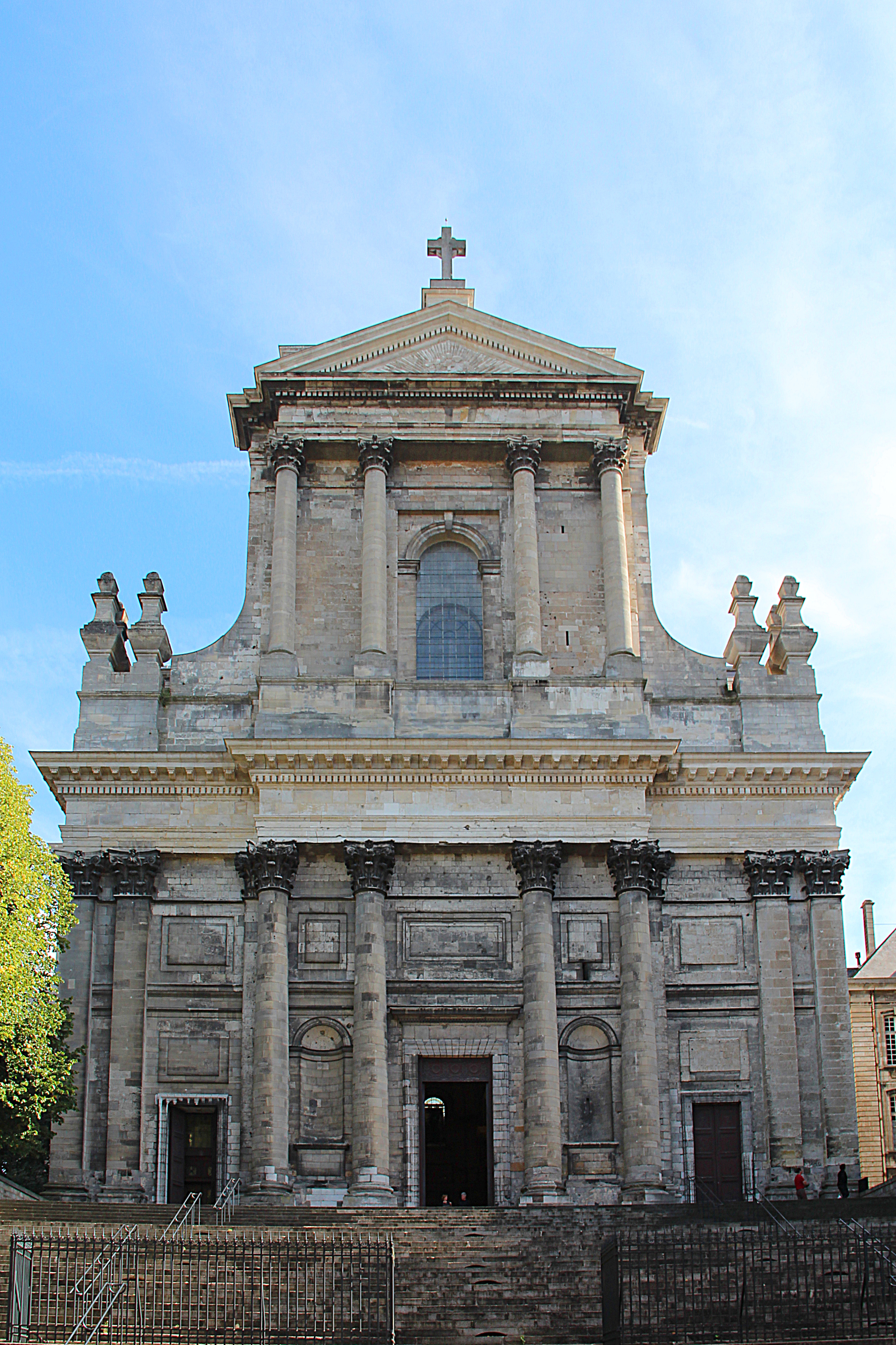
Arras Cathedral

阿拉斯圣母圣加斯东主教座堂 (Cathédrale Notre-Dame-et-Saint-Vaast d'Arras）是一座罗马天主教乙级宗座圣殿、天主教阿拉斯教区的主教座堂，位于法国北部城市阿拉斯，兴建于1030年—1396年。  
旧堂是法国北部最美的哥特式建筑之一，但在法国大革命期间被毁。1834年重建。 

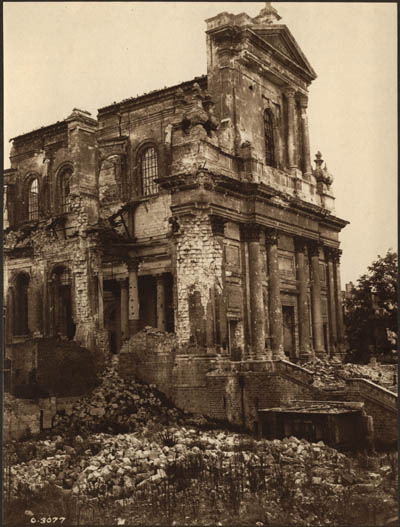
Cathedral showing damage during World War I.

1917年一战期间再度被毁，战后重建。